# Brigada 13 Artilerie (1916-1918)
Brigada 13 Artilerie a fost o mare unitate de artilerie, de nivel tactic, care s-a constituit în prima parte a anului 1917, în cadrul procesului de reorganizare a armatei de la începutul anului 1917. Din compunerea brigăzii făceau parte Regimentul 23 Artilerie și Regimentul 28/3 Obuziere. Brigada a făcut parte din organica Divizia 13 Infanterie.  Brigada 13 Artilerie a participat la acțiunile militare pe frontul român, în perioada 1917 - 28 ocotmbrie/11 noiembrie 1918.

## Participarea la operații

### Campania anului 1917
În campania din anul 1917 Brigada 13 Artilerie a participat la acțiunile militare în dispozitivul de luptă al Diviziei 13 Infanterie, participând la Bătălia de la Mărășești. În această campanie, brigada a fost comandată de colonelul Dumitru Glodeanu.

## Comandanți
- Colonel Dumitru Glodeanu